# Battenburgpatroon
Een battenburgpatroon of battenburgmarkering is een patroon van gekleurde blokken met hoge zichtbaarheid dat voornamelijk gebruikt wordt om voertuigen van hulpverleningsdiensten mee aan te duiden. Battenburgpatronen worden gebruikt op voertuigen in verschillende Europese landen, Australië en Nieuw-Zeeland. In Nederland is het patroon terug te vinden op het modeluniform van gemeentelijke handhavers. 
De naam verwijst naar battenberg- of battenburgcake, een type gebak dat bestaat uit cake van verschillende kleuren, zodanig gestapeld dat men een schaakbordpatroon krijgt wanneer men de cake dwars doorsnijdt. Hoewel er geen historische bronnen voor het ontstaan van de benaming bekend zijn, wordt algemeen aangenomen dat in 1884 een “battenberggebak” werd klaargemaakt ter gelegenheid van het huwelijk van prinses Victoria met prins Ludwig Alexander von Battenberg. De vier vierkanten zouden de vier prinsen van de Battenbergs voorstellen: Ludwig Alexander, Alexander, Heinrich en Franz Joseph.
Het gebruik van een battenburgpatroon op de zijkanten van hulpverleningsvoertuigen is ontstaan in het midden van de jaren 1990 bij politiediensten in het Verenigd Koninkrijk. Men zocht er naar een markering voor politiewagens die voor maximale zichtbaarheid zou zorgen bij zowel dag- als nachtlicht, en die politievoertuigen duidelijk van andere voertuigen zou onderscheiden. Dergelijke markeringen zijn door andere hulpdiensten overgenomen.
Battenburgpatronen maken steeds gebruik van een contrast tussen een lichte en een donkere kleur. De lichte kleur is fluorescent (meestal fluogeel) voor optimale zichtbaarheid overdag en bij zonsopgang en -ondergang. Voor optimale zichtbaarheid in het donker is het volledige patroon doorgaans retroreflectief. Er wordt meestal gebruik gemaakt van een of twee rijen van afwisselend lichte en donkere blokken zodanig dat een schaakbordpatroon ontstaat. Voertuigen die op de zijkanten uitgerust zijn met een battenburgpatroon hebben op de achterkant vaak rood-gele of oranje-gele schuin rechtopstaande strepen in een visgraatpatroon (zogenaamde chevrons). In goede omstandigheden kan een voertuig met een battenburgpatroon tot op minstens 500 meter ver waargenomen worden.
De meest voorkomende kleuren die gebruikt worden in een battenburgpatroon zijn groen-geel voor ambulancediensten, rood-geel patroon voor brandweerdiensten en blauw-geel patroon voor politiediensten.

## Gebruik in België
| Gebruik van battenburgpatronen in België | Gebruik van battenburgpatronen in België                                     | Gebruik van battenburgpatronen in België | Gebruik van battenburgpatronen in België                                       |
| ---------------------------------------- | ---------------------------------------------------------------------------- | ---------------------------------------- | ------------------------------------------------------------------------------ |
|                                          | Dringende Geneeskundige Hulpverlening (DGH)                                  | Groen-geel                               | Dubbele rij rechthoeken                                                        |
|                                          | Ziekenwagens van het intermediaire type (voornamelijk NDLZ, occasioneel DGH) | Groen-geel                               | Enkele rij rechthoeken                                                         |
|                                          | Ziekenwagens voor Niet-Dringend Liggend Ziekenvervoer (NDLZ)                 | Groen-geel                               | Dubbele rij kleine vierkanten (dit wordt ook wel de sillitoe striping genoemd) |
|                                          | Politie                                                                      | Blauw-geel                               |                                                                                |
|                                          | Brandweer + zeereddingsdienst                                                | Rood-geel                                |                                                                                |
|                                          | FAST-pechdiensten op Vlaamse snelwegen                                       | Zwart-geel                               |                                                                                |
|                                          | Civiele Bescherming                                                          | Oranje-blauw                             |                                                                                |

Naar aanleiding van de terreuraanslagen op 13 november 2015 in Parijs en op 22 maart 2016 in Brussel voerde de Belgische federale overheid een analyse uit van het functioneren van de hulpdiensten tijdens aanslagen.
Een belangrijk aandachtspunt dat naar voren kwam was de herkenbaarheid van de medische hulpverleners en hun voertuigen, zodat men makkelijk zou herkennen welke hulpverleners bevoegd zijn om dringende hulp te verlenen. Er werd een protocolakkoord afgesloten tussen de federale overheid en de deelstaten op de Interministeriële Conferentie Volksgezondheid om dezelfde uiterlijke kenmerken voor voertuigen en dezelfde uniforms voor medische hulpverleners toe te passen. Concreet krijgen ambulances voor niet-dringend vervoer een witte basiskleur, terwijl voertuigen binnen de Dringende Geneeskundige Hulpverlening hun gele basiskleur behouden. Beide types voertuigen worden voorzien van retroreflecterende signalisatie, waaronder contourmarkeringen, een groen-geel battenburgpatroon op de zijkanten en oranje-gele chevrons op de achterkant (gelijkaardig aan Engelse ambulances). Daarmee zou de traditionele rode streep op de zijkanten en achterkant van DGH-voertuigen verdwijnen, na tientallen jaren in voege te zijn geweest. Het koninklijk besluit met de nieuwe uiterlijke kenmerken voor voertuigen binnen de Dringende Geneeskundige Hulpverlening werd op 12 november 2017 gepubliceerd.
Naast de medische urgentiediensten maken sommige nieuwere voertuigen van de brandweer en de Civiele Bescherming ook gebruik van een battenburgpatroon, net als de FAST-pechdiensten actief op Vlaamse autosnelwegen. Enkele van deze voertuigen werden voorgesteld op het defilé op de nationale feestdag van 21 juli 2017. Brusselse taxi's hebben op de zijkanten een dambordpatroon dat gelijkaardig is aan dat van FAST-pechdiensten: twee rijen van kleine goudgele en zwarte vierkanten. Het wit-gele battenburgpatroon dat sinds 2008 is aangebracht op het coördinatievoertuig van CEMAC, een Belgisch expertisecentrum op het gebied van crisisbeheer, is wellicht de eerste toepassing ervan in België.
In januari 2021 nam de politiezone Antwerpen als eerste politiezone in België het battenburgpatroon in gebruik op veertig nieuwe interventievoertuigen. Geleidelijk aan volgden meer politiezones. 

## Galerij

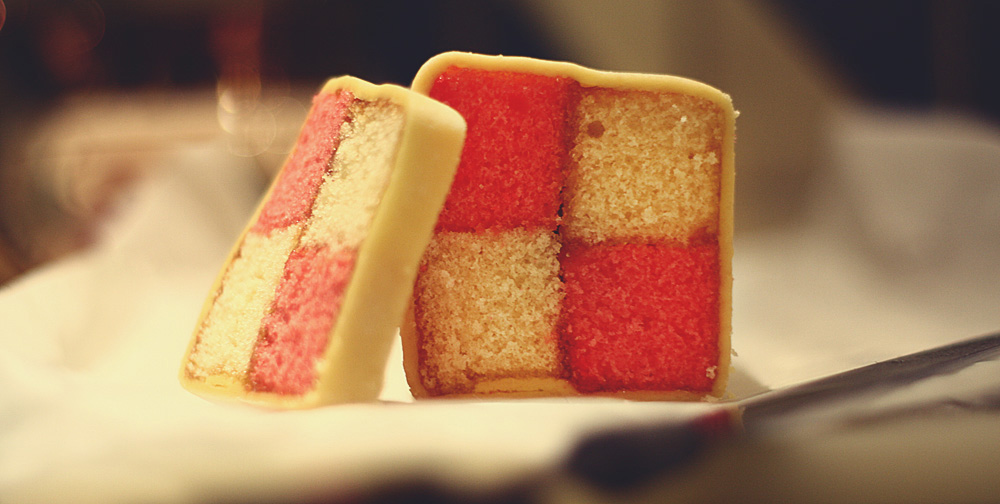
Doorgesneden battenburgcake
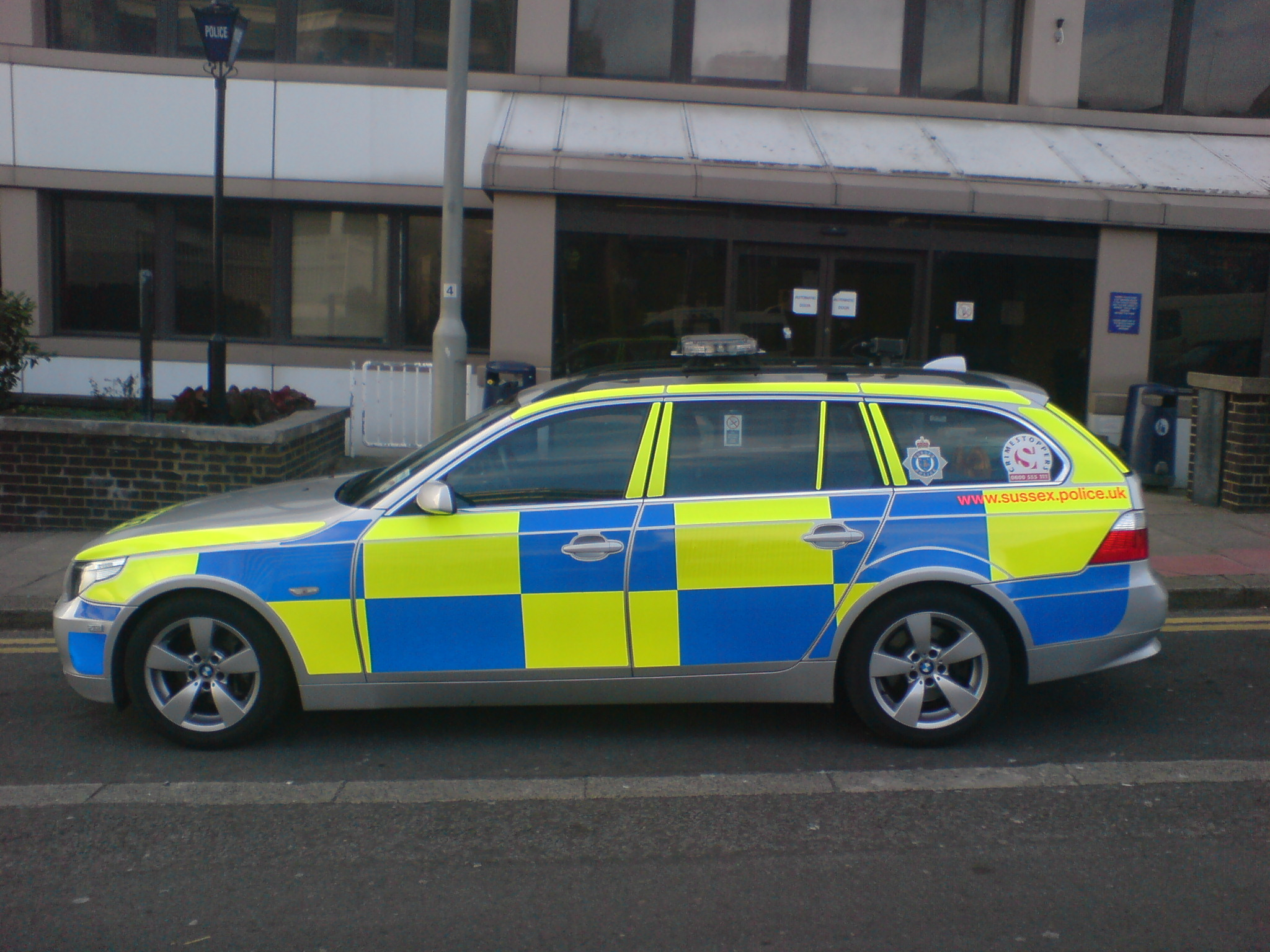
Britse politiewagen met battenburgpatroon
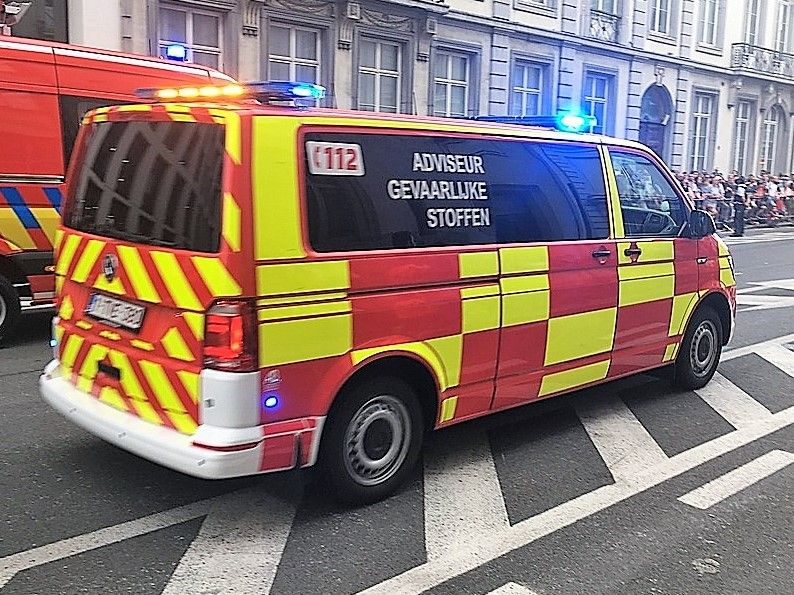
Voertuig adviseur gevaarlijke stoffen (2018)
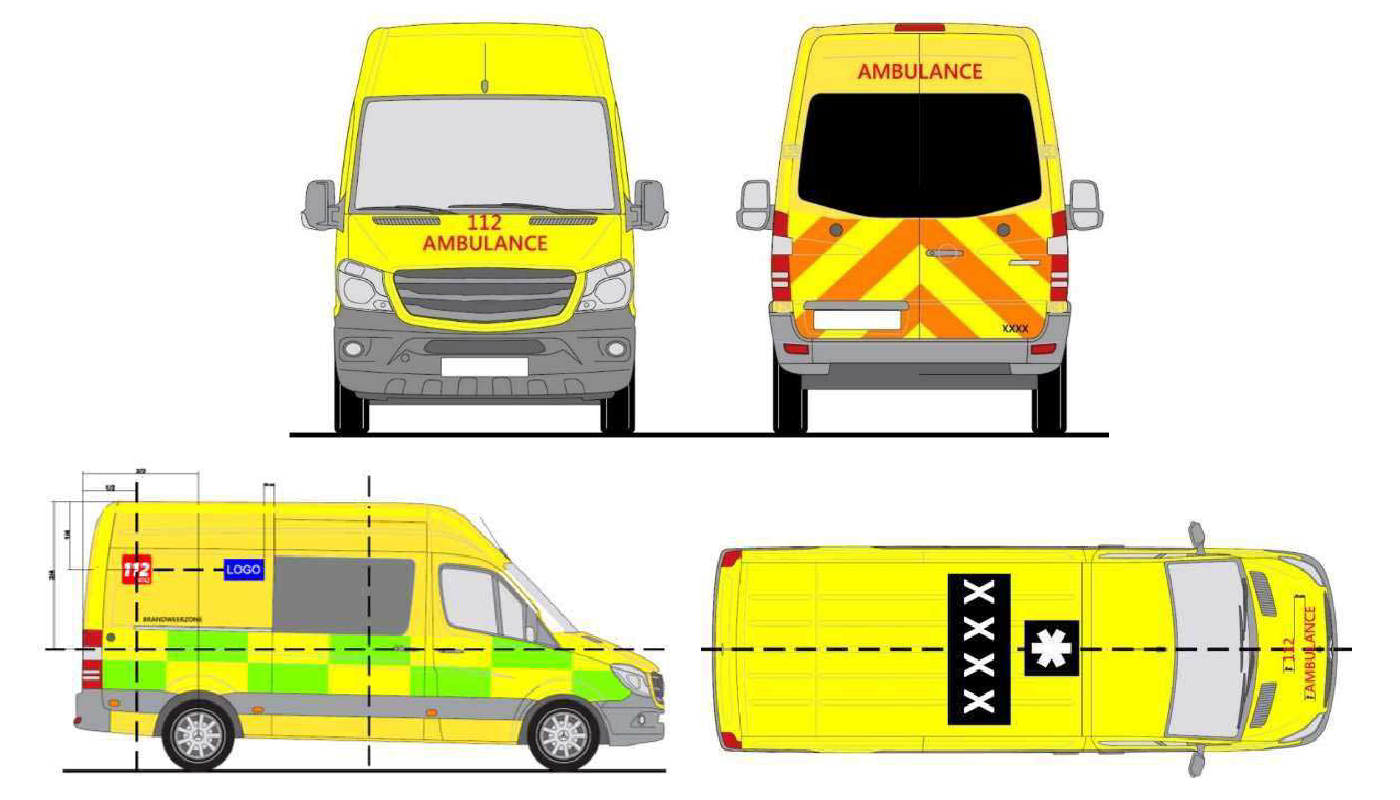
Uiterlijk Belgische ambulances sinds 2021
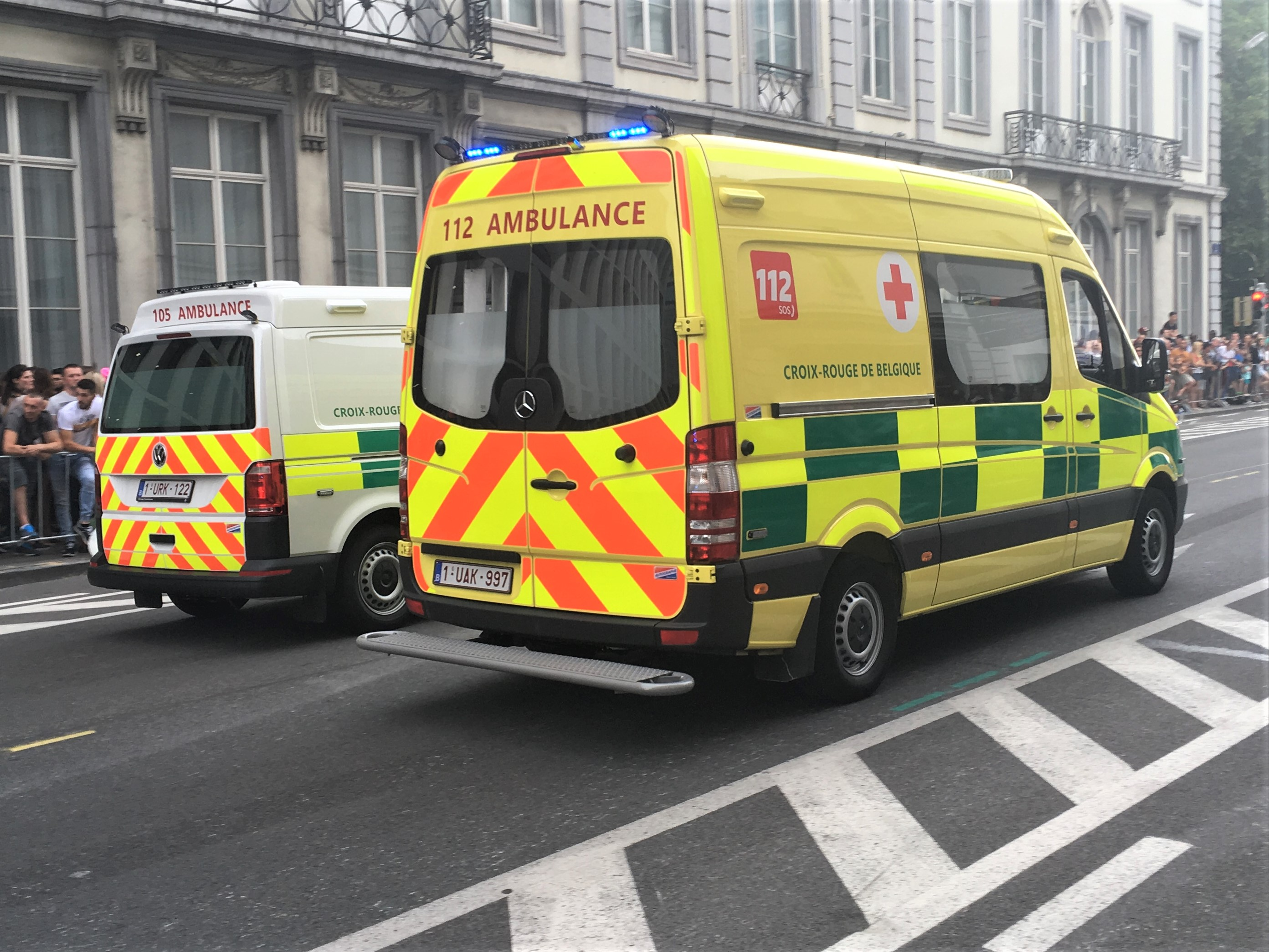
Ambulances Belgische Rode Kruis (2018)
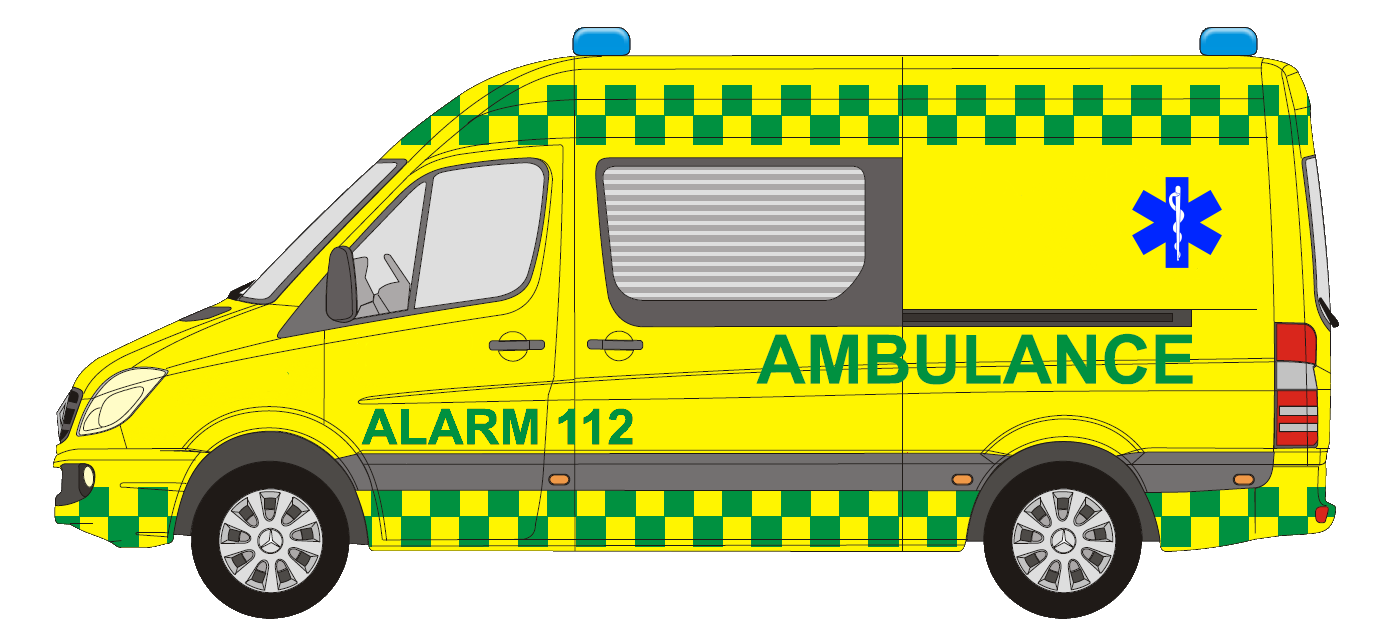
Model van een Deense ambulance
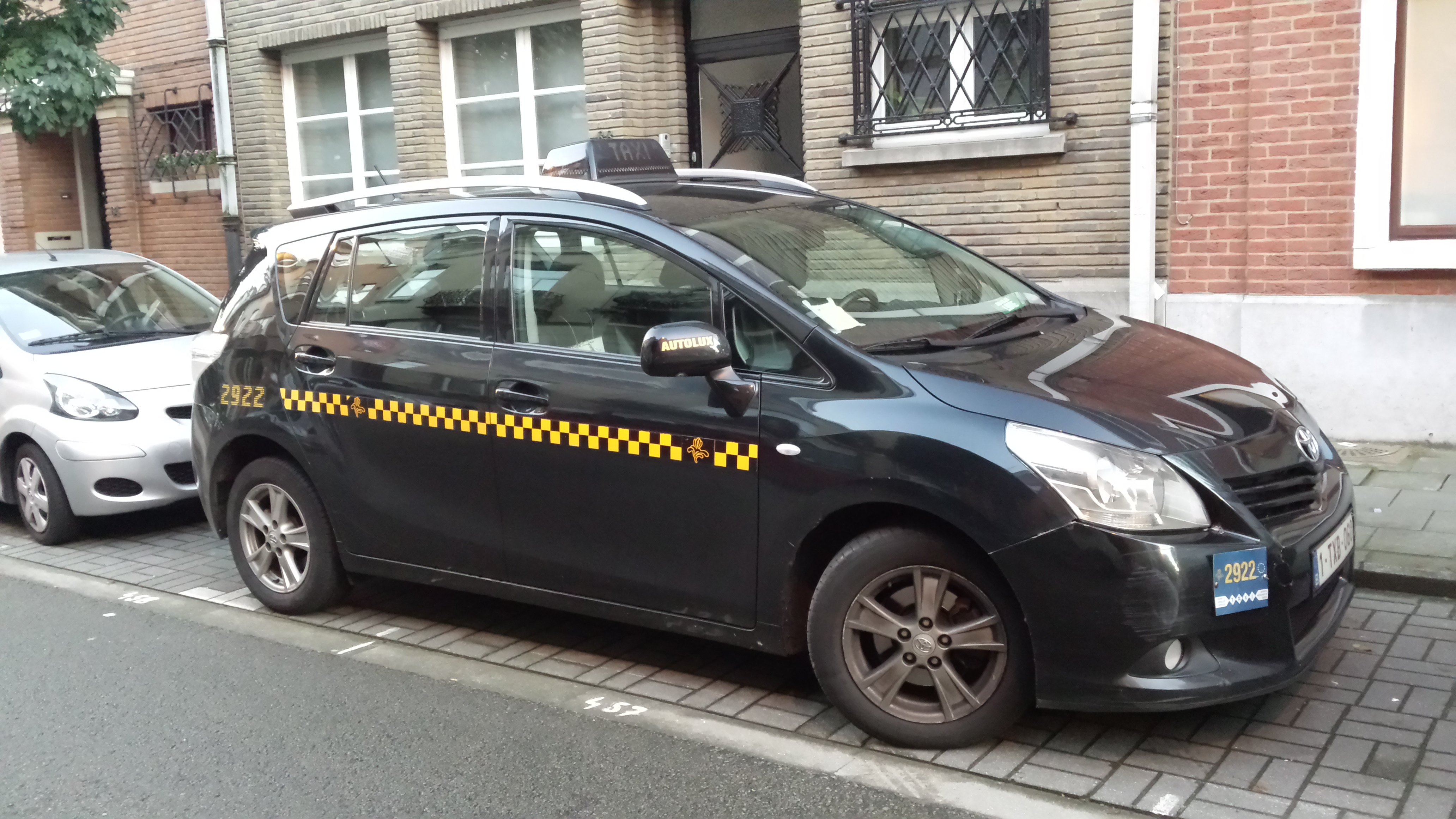
Taxi in Brussel
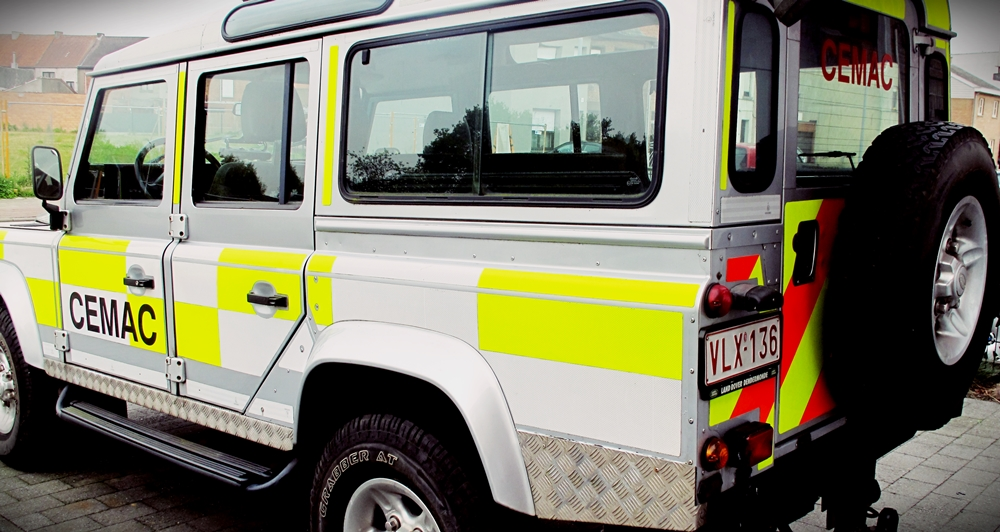
Belgisch coördinatievoertuig in 2008